# South African Open (шахи)
South African Open - шаховий турнір, який проводиться в Південній Африці починаючи з 1962 року. 

## Історія
Перший турнір відбувся 1962 року і проходив кожні два роки до 1995 рок, а після цього щорічно. Не відбувся 1992 року через об'єднання різних спортивних організацій після апартеїду.

## Переможці
| Рік  | Місце         | Переможець                  | Очки    | Гравців | Найкращий гравець з ПАР |
| ---- | ------------- | --------------------------- | ------- | ------- | ----------------------- |
| 2017 | Дурбан        | Сахадж Гровер               | 10/11   | 125     | Вату Кобесе             |
| 2016 | Кейптаун      | Алекса Стрикович            | 9.5/11  | 548     | Вату Кобесе             |
| 2015 | Кейптаун      | Найджел Шорт                | 9/11    | ?       | Кенні Соломон           |
| 2014 | Блумфонтейн   | Мераб Гагунашвілі           | 10/11   | ?       | Йоганнес Мабусела       |
| 2013 | Порт-Елізабет | Абгіджіт Гупта              | 9/11    | ?       | Вату Кобесе             |
| 2012 | Кейптаун      | Родвелл Макото              | 9/11    | 326     | Йоганнес Мабусела       |
| 2011 | Йоганнесбург  | Гавейн Джонс                | 9.5/11  | 388     | Ніколас ван дер Нат     |
| 2010 | Йоганнесбург  | Роберт Гвазе                | 7.5/9   | 206     | Кгаугело Мосетле        |
| 2009 | Кейптаун      | Амон Сімутове               | 9.5/11  | 204     | Ніколас ван дер Нат     |
| 2008 | Центуріон     | Вату Кобесе                 | 9.5/11  | 159     | Вату Кобесе             |
| 2007 | Кейптаун      | Кенні Соломон               | 9.5/11  | 159     | Кенні Соломон           |
| 2006 | Кейптаун      | Гавейн Джонс                | 10.5/11 | 155     | Вату Кобесе             |
| 2005 | Блумфонтейн   | Кенні Соломон               | 9.5/11  | 191     | Кенні Соломон           |
| 2004 | Кейптаун      | Вату Кобесе                 | 10/11   | 263     | Вату Кобесе             |
| 2003 | Центуріон     | Стенлі Чумфва               | 10.5/11 | 173     | Кенні Соломон           |
| 2002 | Порт-Елізабет | Ронні ван Тондер            | 9/11    | 181     | Ронні ван Тондер        |
| 2001 | Кейптаун      | Марк Левітт                 | 9.5     | ?       | Марк Левітт             |
| 2000 | Альбертон     | Амон Сімутове               | 10.5/11 | 89      | Андре Нел               |
| 1999 | Кейптаун      | Кенні Соломон               | ?/11    | ?       | Кенні Соломон           |
| 1998 | ?             | ?                           | ?       | ?       | ?                       |
| 1997 | Кейптаун      | Гордон Маєр                 | 7.5/9   | >300    | Гордон Маєр             |
| 1976 | Кейптаун      | Мігель Найдорф і Майкл Стін | ?       | ?       | ?                       |
| 1964 | Вілдернесс    | Лотар Шмід                  | 11/11   | ?       | ?                       |
| 1962 | Вілдернесс    | ?                           | ?       | ?       | ?                       |